# Fioramonte Brognolo
Fioramonte Brognolo (Mantova, ... – Roma, 19 dicembre 1514) è stato un religioso e diplomatico italiano, esponente della famiglia Brognolo.

## Biografia
Fu figlio di Galeazzo Brognolo (?-1453), giureconsulto, massaro del comune di Mantova e siniscalco di Gianfrancesco Gonzaga, primo marchese di Mantova.
Seguì gli studi religiosi e come altri illustri componenti della famiglia, entrò come diplomatico al servizio del marchese Francesco II Gonzaga, attività che svolse a Roma dal 1487. Fu attento osservatore dell'elezione di papa Alessandro VI e della vita cortigiana, che descrisse minuziosamente in parecchie missive indirizzate a Isabella d'Este. Fu impegnato nelle richieste dei signori di Mantova di favorire l'elezione a cardinale del protonotario apostolico Sigismondo Gonzaga, fratello del marchese Francesco. La berretta cardinalizia venne concessa dal successore di papa Borgia, Giulio II, nel concistoro del 1º dicembre 1505. Per Isabella d'Este svolse l'incarico di consulente d'arte nel procurare alla marchesa preziosi oggetti d'arte per la sua collezione. 
Morì a Roma nel 1514 dopo una lunga malattia.